# Ван Юе
Ван Юе (王玥; нар. 31 березня 1987) китайський шахіст, гросмейстер. 2004 року він став у Китаї 18-м гросмейстером, коли йому було 17 років. Найпершим серед китайських шахістів увійшов у ТОП-10 світового рейтингу ФІДЕ і посідав у цьому рейтингу найвище серед китайських шахістів місце. Його найвищим місцем у рейтингу до сьогодні є № 8 у травні 2010 року з рейтингом 2752. У серпні 2015 року його рекорд побив Дін Ліжень.
Його рейтинг на березень 2020 року — 2669 (69-те місце у світі, 7-ме у Китаї).
У серії Гран-прі ФІДЕ 2008-2010 йому достатньо було здобути в останньому турі перемогу над Теймуром Раджабовим, щоб разом з Левоном Ароняном кваліфікуватись на матчі претендентів у Казані, які визначали суперника чемпіона в матчі за звання чемпіона світу 2012; однак, Раджабов домігся нічиєї, яка дозволила йому завоювати останню путівку на той турнір.
Ван Юе грав за першою шахівницею збірної Китаю, яка виборола золоті нагороди на Олімпіаді 2014.

## Раннє життя
Ван Юе народився у місті Тайюань (провінція Шаньсі), де навчився грати в шахи у чотири роки. Влітку щодня після вечері він дивився як люди грають у сянці на вулицях. Коли йому було 5 років, то за підтримки своїх батьків він почав здобувати шахову освіту в школі і домігся швидкого прогресу. Коли йому було 9 років Ван Юе увійшов до складу юнацької збірної й виграв Національний дитячий кубок Лі Ченчжи (李成智). У 12 років приєднався до національної команди і в 15 років вступив у міський клуб Тяньцзінь.[джерело?]

## Кар'єра
Ван Юе станом на 2015 рік є вивчає соціальну комунікацію в коледжі гуманітарних наук Нанькайського університету в Тяньцзіні.
Починаючи з 2004 року є членом китайської олімпійської збірної з шахів, за яку також грають Ні Хуа, Бу Сянчжі, Ван Хао і Лі Чао.
У 2005 році він став наймолодшим чемпіоном Китаю серед чоловіків. Крім того, 2005 року виграв Національну юнацьку першість і Національний учнівський чемпіонат.
Ван взяв участь у кількох матчах збірної на найвищому рівні, зокрема проти США (2002), Росії (2004, 2006, 2007, 2008, 2009), Франції (2006) та Великої Британії (2007).
У лютому 2007 року виграв відкритий турнір Каппель-ла-Гранд за участю 93 гросмейстерів та 80 міжнародних майстрів (загалом 608 учасників), досягнувши своєї мети перетнути позначку 2700 рейтингу Ело (вперше серед китайських шахістів).
З березня по грудень 2008 року Ван Юе зіграв 85 ігор поспіль без поразок, одна із найдовших зафіксованих серій. Його безпрограшна серія почалася в другому турі Рейк'явік опен і закінчилися в 1 раунді третього турніру серії Гран-прі ФІДЕ 2008-2010. (див. список світових рекордів у шахах.)

### 1999—2006: юніорські роки

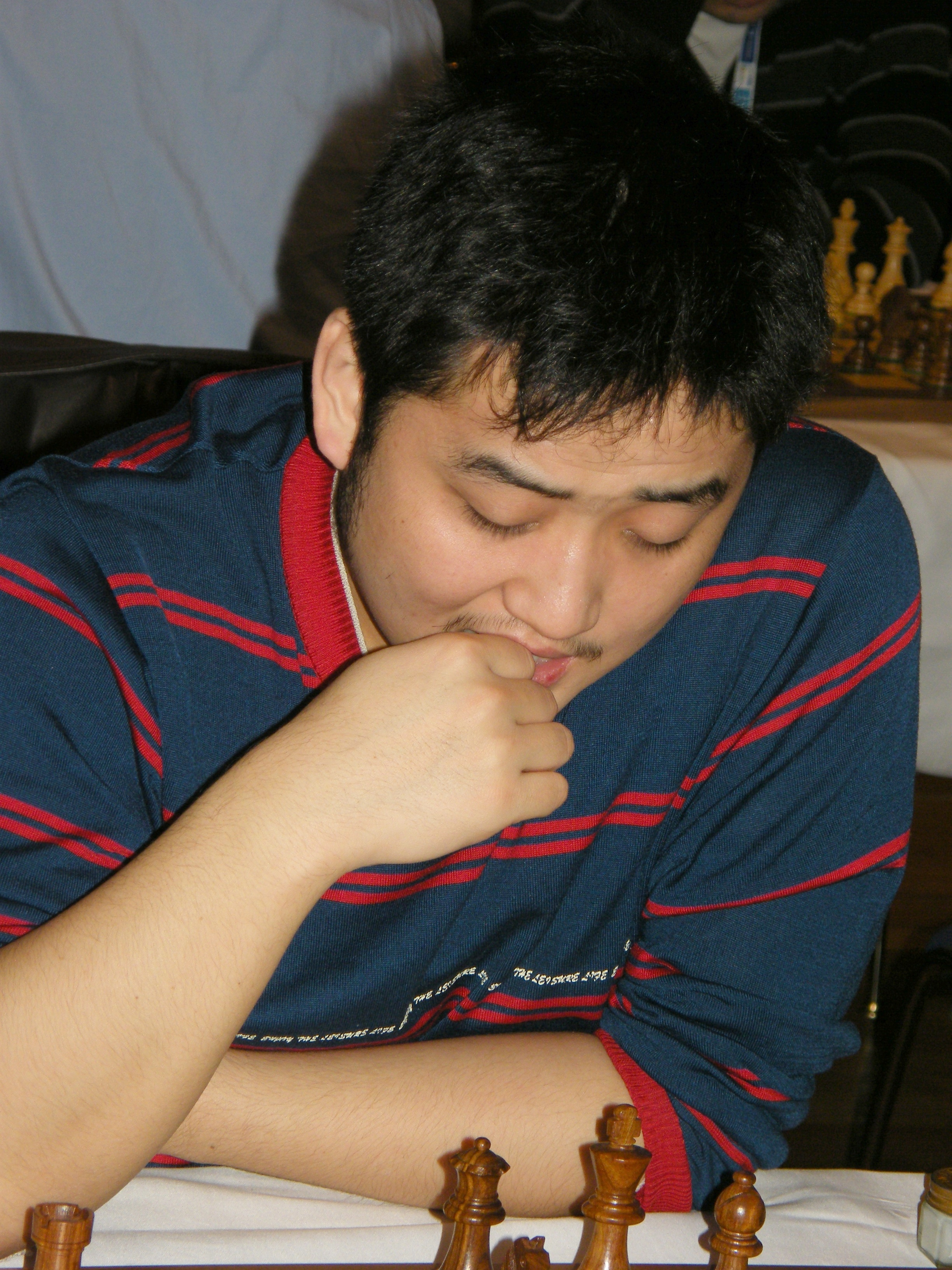
Ван Юе на 38-й шаховій Олімпіаді, листопад 2008 року, Дрезден (Німеччина)

1999 року Ван виграв Чемпіонат світу серед юнаків у категорії до 12 років, який відбувся в Орпезі (Іспанія).
У 2000 році посів друге місце на алогічному змагання, яке також відбулося а Орпезі, але вже в категорії до 14 років, після Олександра Арещенка. Того ж року в Артеку (Україна), і знову в 2002 році в Куала-Лумпурі (Малайзія) він виступав за китайську збірну на Всесвітній юнацькій шаховій олімпіаді до 16 років. 2000 року команда посіла 9-те місце, а Ван набрав 6.0/9 (+4 -1 =4) з перфоменсом 2430. У 2002 році команда виграла золото, і він також здобув на першій шахівниці індивідуальну золоту медаль завдяки приголомшливому результатові 8.5/10 (+7 -0 =3) з перфоменсом 2657. Його підтримав товариш по команді Чжао Цзюнь, який набрав 80 % на 2-й шахівниці.
У липні — серпні 2002 року, у другому матчі Китай — США в Шанхаї, Ван набрав 2.5/4 (+1 -0 =3), показавши перфоменс 2526. З Хікару Накамурою він зіграв одну партію в останньому турі, й та партія завершилася внічию, а всі інші три гри були проти Вінай Бата. Китай виграв з загальним результатом 20½–19½.
У квітні 2004 року Ван показав найвищий результат 9.0/11 на чоловічому командному чемпіонаті Китаю в Цзінані, і в грудні 2005 рок в Пекіні став чемпіоном Китаю з результатом 12,5/18. У серпні того ж року, в 2-му матчі Китай–Росія в Москві, Ван набрав 3.0/6 (+1 -1 =4) з перфоменсом 2670. Китай виграв матч 37.5–34.5. Після цього з 14 по 31 жовтня, коли Ван став майстром ФІДЕ, він взяв участь у своїй першій Олімпіаді в Кальвії (Майорка) і набрав там 8.0/12 (+5 -1 =6) на першій резервній шахівниці з перфоменсом 2621. Команда фінішувала на 24-му місці, а Ван показав 16-й результат на своїй шахівниці. На цих змаганнях він виконав останню гросмейстерську гросмейстерську норму і став наймолодшим гросмейстером Китаю. З 18 по 23 грудня взяв участь у меморіалі Тиграна Петросяна, який проходив у мережі Інтернет. Ігри починались о 12:00 місцевого часу в Парижі, 14:00 в Санкт-Петербурзі, 15:00 В Єревані і 19:00 в Пекіні. Кожна країна грала двічі проти кожної з трьох інших країн, загалом відбулось шість раундів. Застосовувався контроль часу Фішера (1 година 30 хвилин плюс доданих 15 хвилин після 40-го ходу; 30 секунд додаються після кожного ходу). Турнір проходив на майданчику ICC. Китай виграв у цьому турнірі. Доля їхнього останнього туру в матчі проти Росії висіла на волосині. Росіяни вели 2-1, але Ван Юе переміг Вадима Звягінцева, звівши внічию матч проти Росії й принісши перемогу загалом у турнірі. Підсумковий результат: Китай 14.0, Франція 13.0, Росія 13.0, Вірменія 8.0. За Китай грали: (середній рейтинг: 2590) Бу Сянчжі 2615, Ні Хуа 2611, Чжан Чжун 2596, Ван Юе 2536
У лютому 2005 року Ван набрав 5,5/9 на Аерофлот опен. У квітні він набрав 6.0/9 на Дубай опен. Його переможцем став 16-річний Ван Хао. У липні посів третє місце на тай-брейку з результатом 6.5/11 (+3 -1 =7) на 2-му Sanjin International Hotel GM Cup у рідному місті Тайюань. Пентала Харікрішна виграв той турнір з результатом 8,5/11, на очко випередивши Олександра Мотильо. У жовтні він також посів третє місце з результатом 6.5/9 на 5-му чемпіонаті Азії у Хайдарабаді (Індія). У листопаді прийшов п'ятим з результатом 8.5/13 на чемпіонаті світу серед юніорів у Стамбулі, і дійшов до другого раунду Кубка світу ФІДЕ, перемігши Карена Асряна, але в ньому програв Іллі Сміріну.

### 2006: перевищення позначки 2600 рейтингу Ело
У лютому Ван набрав 4.5/9 на Аерофлот опен. У червні на 37-й шаховій Олімпіаді в Турині, збірна, посіяна під 12-м номером, виграла срібло. Ван на четвертій шахівниці завершив турнір без жодної поразки з результатом 10.0/12 очок (8 перемог і 4 нічиї), і здобув золоту медаль на цій шахівниці, а також срібну медаль в загальному особистому заліку завдяки  рейтинговому перфоменсу 2837 (найвищий показав Володимир Крамник з Росії).
On July 10–22 at the Taiyuan Scheveningen Event, the Chinese team won 36.5–35.5 against the foreign side with Wang scoring 6.5/12. From 28 July to 7 August, at the 4th Marx György Memorial (Category 15 av 2622 of July'06 ratings) in Paks, Hungary, Wang scored 5.0/10 (+1 −1 =8) and came joint third with Zoltán Almási. The tournament was won by Pendyala Harikrishna. From 10–20 August, at the 3rd Russia–China match in Erguna, Wang scored 5½/10 (+3 −2 =5) with a 2711 performance. China won the match 51½–48½.
On September 4–9 at the Trophée MULTICOMS China–France Match, he scored 4.0/6 with a performance rating of 2712, the highest in the competition. On 7 September, at the 7th Lausanne Young Masters, he came second after having lost to Maxime Vachier-Lagrave in the final rapidplay playoff. In October, he came sixth with 8.5/13 at the World Junior Championship in Yerevan.
На Азійських Іграх в Досі в грудні, національна збірна завоювала срібло, а Ван на другій шахівниці набрав 6.0/9 очок (+4 -1 =4) з перфоменсом 2647.

### 2007: долання позначки 2700
У лютому Ван посів друге місце з результатом 6.5/9 на Аерофлот опен у Москві. У березні виграв Кальві опен (6.0/7) у Франції та турнір Каппель-ла-Гранд, у якому взяло участь 87 гросмейстерів, 81 міжнародний майстер і 465 гравців з рейтингом ФІДЕ — на тай-брейку попереду п'яти шахістів, які також набрали 7.0/9 очок, і перформенсом 2784.
У квітні виграв відкритий чемпіонат Філіппін у Subic Bay Freeport Zone з результатом 7,0/9 очок. У липні 2007 року посів друге місце, набравши 5.0/8, на 4-му Sanjin Hotel Cup в Тайюані. У липні на 4-му змаганні Тайюань Схевенінген китайська команда програла 17-15 проти іноземної сторони; Вадим Звягінцев закінчив з найвищим показником 5.5/8, Ван Юе показав найкращий результат за китайську команду 5.0/8. 18 — 31 серпня в 4-му матчі Китай–Росія в Нижньому Новгороді Ван набрав 5.5/10 (+2 -1 =7) з перфоменсом 2714. Китай виграв матч загалом 52.5–47.5. 3 — 9 вересня в матчі Велика Британія — Китай у Ліверпулі, Ван набрав 4.0/6 (+2 -0 =4) з перфоменсом 2722. Китай виграв матч з рахунком 28-20.
На Кубкові світу ФІДЕ в Ханти-Мансійську, в листопаді, Ван переміг Олексія Придородного (1.5–0.5), Сергія Тівякова (2.5–1.5) і свого співвітчизника Бу Сянчжі (1.5–0.5), перед тим як у четвертому раунді поступився Іванові Чепарінову (0.5–1.5). У грудні Ван прийшов другим на тай-брейку на турнірі XVII категорії Сьюдад-де-Памплона (Magistral A) в Іспанії, набравши 4.0/7 (ТПР 2695). Переможцем став Франсіско Вальєхо.

### 2008: входження до ТОП-20 гравців

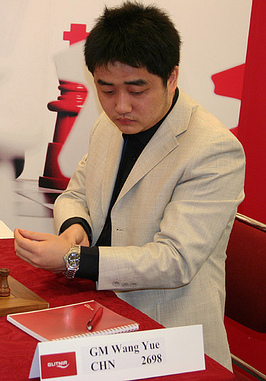
Рейк'явік опен, березень 2008 року

В січні, на 15-му командному чемпіонаті Азії у Вішакхапатнамі національна команда виграла золото, Ван набрав на свої шахівниці 4.5/7 очок (+3 -1 =3) з перфоменсом 2534. У лютому набрав 7.0/10 (+4 -0 =6) на Гібралтар опен, посівши 20-те місце з перфоменсом 2653. У березні Ван поділив перше місце на Рейк'явік опен, разом зі співвітчизником Ван Хао (який виграв на тай-брейку) і Ханнесом Стефанссоном.
У своєму дебюті на супер-турнірах на 1-му Гран-Прі ФІДЕ в Баку у квітні–травні 2008 року, він поділив перше місце з Вугаром Гашимовим і Магнусом Карлсеном, набравши 8.0/13 (+3 -0 =10) з перфоменсом 2806. Ван назвав «кошмарним стартом», коли його запланований на 18-те виліт з Пекіна було відкладено через погану погоду, і вдалося прибути в Азербайджан лише вдосвіта 21-го, тож шахіст пропустив церемонію відкриття, і йому ще треба було грати того дня чорними проти рейтингового фаворита Магнуса Карлсена.
У липні–серпні 2008 року, на 2-му Гран-Прі ФІДЕ в Сочі, він поділив третє місце з Гатою Камським, набравши 7.5/13 (+2 -0 =11; перфоменс 2765), позаду переможця Левона Ароняна і другого призера Теймура Раджабова. Його фотографію опублікував на своїй обкладинці журнал New in Chess за липень 2008 року. 20 — 30 серпня в Амстердамі Ван виграв турнір NH Chess, у якому грала команда «висхідні зірки» (Ван, Чепаринов, Каруана, Л'Амі, Стеллваген) проти команди «досвід» (Агдейстейн, Барєєв, Любоєвич, Корчной, Юсупов)— набравши 8,5/10 очок (+7 -0 =3; перфоменс 2892), не зазнавши жодної поразки. Як переможець цього турніру він отримав запрошення на турнір зі швидких шахів і шахів наосліп Амбер, який відбувся в березні в Ніцці, і відразу після того, як виграв усі свої перші шість ігор, його запросив Єрун Ван ден Берг у групу А турніру Вейк-ан-Зеє на січень 2009 року.
У вересні 2008 року Ван Юе виступив на 5-му матчі Росія–Китай в Нінбо, де набрав 3.0/5 (+1 -0 =4) з перфоменсом 2767. Крім нього до складу чоловічої команди входили Лі Чао, Ван Хао, Ні Хуа та Бу Сянчжі). Китай виграв матч з рахунком 26-24.
Взяв участь у 1-х Всесвітніх інтелектуальних іграх в Пекіні, які пройшли з 3 по 8 жовтня 2008 року. Того ж місяця у Халкідіках (Греція) зіграв за команду Економіст СГСЕУ-1 Саратов на 24-му Європейському клубному Кубку [Архівовано 20 лютого 2009 у Wayback Machine.] і набрав 3.0/5 (+1 -0 =4).
У листопаді 2008 року зіграв на першій шахівниці за збірну Китаю на 38-ій шаховій Олімпіаді в Дрездені (6.5/10 (+3 -0 =7), перфоменс 2773). Команда посіла 7-ме місце.
13-29 грудня 2008 року на 3-му Гран-Прі ФІДЕ в Елісті поділив 5-9-те місця з результатом 6.5/12 (+2 -2 =9).

### 2009
Станом на квітень 2009 Ван Юе як і раніше змагався в серії Гран-Прі ФІДЕ 2008—2009, яка була частиною циклу чемпіонату світу. Він брав у ній участь як один із чотирьох номінантів від президента ФІДЕ, разом з Петром Свідлером, Іваном Чепариновим та Етьєном Бакро.
16 січня — 1 лютого, Ван Юе, у своєму дебюті на турнірі Корус А, став другим китайським гравцем, який потрапив на цей турнір, після Чжан Чжуна в 2004 році. Це був турнір 19-ї категорії з середнім рейтингом учасників 2716. Він поділив на ньому 8-ме місце з результатом 6.0/13 (+2 -3 =8) і перфоменсом 2685. Всі його результативні партії були білими фігури, він програв Іванчукові, Адамсу і Раджабову, і переміг Морозевича і Карлсена. У 2-му раунді він схибив ходом 9.Na7?? у гострій грі проти Іванчука, яка рано відійшла від основних ліній відхиленого ферзевого гамбіту:
Юе–Іванчук 1. D4 Кf6 2. С4 е6 3. Кf3 D5 або 4. Bg5 для dxc4 5. Qa4+ Nbd7 6. Кс3 А6 7. Г3 Б5 8. Nxb5 З Rb8 9. На7?? Несподіваний позіх. 9… Rb4 білі, мабуть, пропустили цей хід. 10. Bxf6 gxf6 11. Qa5 Bb7 кінь на А7 тепер перебуває в пастці. 12. Bh3 Qb8 13. Qh5 Ke7?! 13…Rb6 було набагато безпечніше. 14. d5 Qxa7 14…Bxd5! 15.Qxd5! exd5 16.Кс6+ Kd6 17.Nxb8 Rxb8 дає чорним краще закінчення. 15. dxe6 fxe6 16. Bxe6! Прикриття чорного короля зруйноване і Ван вже практично досягнув рівності. 16… Kxe6 17. Qe8 Не+ Се7 18. Qxh8 Nf8 19. Вд8+ Плата Kd7 20. 0-0-0+? Це дозволяє чорному королю знайти безпеку, тоді як 20.Qg4+ давало добрі шанси на вічний шах або 20.Фf7! Фс5 21.Rd1+ Kc6 22.0-0! продовжило б гру. 20… Ke8 21. Qg4 Фс5 22. a3 Rxb2! Немає більше атаки на білих і чорні потрапляють у матову сітку. 23. Kxb2 Qxa3+ 24. Кб1 Qb3+ 25. Кра1 С3 0-1 білі здалися.
На 26-му Лінаресі (18 лютого — 8 Березня) відбувся дебют Ван Юе на цьому турнірі і він став першим китайським гравцем, який взяв у ньому участь. Він закінчив з результатом 6½  (+1 -2 =11), поділивши 5-7-ме місця з Раджабовим і Ароняном. Зазнав двох поразок, від Грищука і Ананда, та здобув перемогу над Карлсеном.
У 2009 році Ван також взяв участь у 18-му турнірі Амбер в Ніцці (Березень 14-26) вперше для себе і вдруге серед китайських шахістів (після Се Цзюнь у 1996 році), 5-му М-Тел Мастерс в Софії (12-23 травня) (Топалов, Карлсен, Іванчук, Ван Юе, Домінгес і Широв) першому для себе і другому для китайських гравців після Бу Сянчжі в 2008 році, 22-му  Леон Рапід Леон 4-7 червня, 4 гравці в швидкі шахи, крім нього там виступили Іванчук, Морозевич, Карлсен; 20 хв + 10 с, у матчі Росія-Китай і Maotai Prince Cup China National Chess King & Queen Championships.
У вересні Ван виграв турнір Китайський король шахів, набравши 5.0/7 з перфоменсом 2797.
Ван дебютував на 2-му Pearl Spring (Категорія 21) в Нанкіні. Посів на ньому третє місце серед шести гравців з результатом 4.5/10 (перфоменс 2735); турнір виграв Магнус Карлсен.
На Кубкові світу ФІДЕ в Ханти-Мансійську, в листопаді, Ван був посіяний десятим і переміг Миколу Кабанова (2: 0) і Бориса Савченка (2.5–1.5), після чого поступився Етьєнові Бакро (1.5–3.5) у третьому раунді плей-оф. Його програш був примітний тим, що йому і його землякові Лі Чао зарахували поразку у відповідних іграх плей-оф через запізнення, коли вони курили за межами турнірного залу і запізнилися кожен на дві хвилини на другу гру плей-оф, а це призводить до автоматичної дискваліфікації згідно з правилами ФІДЕ.

### 2010: входження в Топ 10 гравців
У січні 2010 року Ван Юе став першим серед китайських гравців, який увійшов  у першу десятку рейтингу ФІДЕ. З 9 по 25 травня взяв участь у останньому Гран-Прі ФІДЕ в Астрахані, але не зміг відібратися на матчі претендентів на першість світу з шахів 2012.
Виграв 11-й світовий університетський шаховий турнір, який проходив в Цюриху у вересні 2010 року.

### 2015
У липні 2015 року Ван Юе виграв 6-й турнір в Хайнань (Данчжоу) з результатом 7/9 і перфоменсом 2887.
У жовтні він зіграв за російську команду «Сибір», яка виграла Клубний кубок Європи в Скоп'є. Наступного місяця одноосібно посів перше місце на 5-му чемпіонаті Китаю зі швидких шахів.

### Китайська шахова ліга
Ван Юе грає за шаховий клуб Тяньцзінь у Китайській шаховій лізі (CCL).

## Стиль гри
Його описують як дуже технічного, послідовного і надійного гравця. Віддає перевагу грі в ендшпілі, де прагне повільно перемолоти своїх суперників маючи невелику перевагу. У лютому 2009 року, після закінчення Вейк-ан-Зеє, Теймур Раджабов сказав в інтерв'є: «[Ван Юе] не дозволяє своїм опонентам розвинути контргру і він застосовує стиль „удушення“ дуже ефективно.» Ван Юе казав, що його кумиром дитинства був Хосе Рауль Капабланка, і якось заявив, що Крамник вплинув на його стиль гри, вразивши 13-річного хлопчика своєю перемогою над Каспаровим у лондонському матчі 2000 року. Шаховий коментатор Міг Грінгард дав йому прізвисько «Панда».

### Дебюти
Ван Юе зазвичай грає 1.d4 білими, а чорними грає Сицилійський захист, Берлінський початок або Російську партію проти e4, і Слов'янський захист проти d4.

## Зміни рейтингу
| На цьому місці має відображатися графік чи діаграма, однак з технічних причин його відображення наразі вимкнено. Будь ласка, не видаляйте код, який викликає це повідомлення. Розробники вже працюють для того, щоби відновити штатне функціонування цього графіка або діаграми. | |
| | На цьому місці має відображатися графік чи діаграма, однак з технічних причин його відображення наразі вимкнено. Будь ласка, не видаляйте код, який викликає це повідомлення. Розробники вже працюють для того, щоби відновити штатне функціонування цього графіка або діаграми. |